# Memòries d'un home invisible
Memòries d'un home invisible (títol original: Memoirs of an invisible man) és una pel·lícula franco-estatunidenca dirigida per John Carpenter, estrenada l'any 1992. És una adaptació de la novel·la Memòries d'un home invisible de Harry F. Saint. Ha estat doblada al català. La música del film, inicialment, havia d'estar composta per Jack Nitzsche, però va ser finalment Shirley Walker qui va compondre la banda original. Shirley Walker trobarà John Carpenter alguns anys més tard a Los Angeles 2013.

## Argument
Una tassa de cafè vessada sobre un ordinador provoca una explosió en un establiment científic. No havent estat desallotjat perquè dormia, Nick Halloway descobreix que ha esdevingut invisible, i es troba perseguit per la CIA quan s'adona de la seva existència.

## Repartiment
- Chevy Chase: Nick Halloway
- Daryl Hannah: Alice Monroe
- Sam Neill: David Jenkins
- Michael McKean: George Talbot
- Stephen Tobolowsky: Warren Singleton
- Jim Norton: Dr. Bernard Wachs
- Pat Skipper: Morrissey
- Paul Perri: Gomez
- Richard Epcar: Tyler
- Steven Barr: Clellan
- Gregory Paul Martin: Richard
- Patricia Heaton: Ellen
- John Carpenter: el pilot de l'helicòpter (cameo, amb el nom de Rip Haight)

## Llista cançons
1. Theme Medley - 3:22
2. In A State Of Molecular Flux - 4:00
3. Fear Creeps In - 3:09
4. Love In The Rain - 1:38
5. Nick Escapes The Apartment Siege - 3:31
6. The Final Chase - 3:14
7. Nick And Alice In Love - 2:28
8. Jenkins Closes In - 4:37
9. The Invisible Man Reveals Himself - 1:40
10. You're Not Alone Anymore - 2:11

## Nominacions
- Nominacions als premis Saturn 1993 atorgats per l'Acadèmia de cinema de ciència-ficció, fantàstic i terror: millor film de ciència-ficció, millor actor (Chevy Chase), millors efectes especials (Bruce Nicholson i Ned Gorman) i millor segon paper (Sam Neill)
- Nominació al Fantasporto el mateix any al títol de millor film.

## Critica
| «                                                                      | [...]el film no seria res sense l'estil de Carpenter, inconfusible i als meus ulls enlluernador: un personatge travessant un carrer filmat en pla ample, l'home invisible esdevenint translúcid sota la pluja, o les llargues carreres-persecucions als carrers deserts de San Francisco. Tants plans que fan de Carpenter un dels últims grans estilistes hollywoodiencs, en el millor sentit del terme. Pren el cinema seriosament sense perdre un instant consciència de la lleugeresa de l'assumpte que tracta aquí. N'hi ha prou en fer Memoirs of any invisible man un dels films més lúdic, més tònic i més intel·ligent que el cinema americà hagi donat a veure recentment. | » |
| — Nicolas Saada, Cahiers du cinéma n° 458, juliol-agos 1992, pp. 84-85 | |   |